# Kalínina (Kubànskaia)
|  | Per a altres significats, vegeu «Kalínina». |

Kalínina - Калинина (rus) - és un khútor del krai de Krasnodar, a Rússia. Es troba als vessants septentrionals del Caucas occidental, a la vora esquerra del riu Pxekha, a 5 km al nord d'Apxeronsk i a 82 km al sud-est de Krasnodar.
Pertany a l'stanitsa de Kubànskaia.